# Episodi di Prison Break (quinta stagione)
La quinta e ultima stagione della serie televisiva Prison Break, composta da nove episodi anziché dieci come era stato programmato, è stata trasmessa negli Stati Uniti per la prima volta dall'emittente Fox dal 4 aprile al 30 maggio 2017.
In Italia inizialmente il debutto è stato fissato per il 20 aprile sul canale satellitare Fox, se non che il canale ha poi comunicato, senza fornire spiegazioni, che la messa in onda non sarebbe avvenuta prima dell'autunno, e solo il 7 luglio ha annunciato come data l'11 settembre. Di conseguenza il nono e ultimo episodio è stato trasmesso il 6 novembre 2017.
| nº | Titolo originale       | Titolo italiano            | Prima TV USA   | Prima TV Italia   |
| -- | ---------------------- | -------------------------- | -------------- | ----------------- |
| 1  | Ogygia                 | Ogygia                     | 4 aprile 2017  | 11 settembre 2017 |
| 2  | Kaniel Outis           | Lo sceicco della luce      | 11 aprile 2017 | 18 settembre 2017 |
| 3  | The Liar               | La grande menzogna         | 18 aprile 2017 | 25 settembre 2017 |
| 4  | The Prisoner's Dilemma | Il dilemma del prigioniero | 25 aprile 2017 | 2 ottobre 2017    |
| 5  | Contingency            | Istinto o ragione?         | 2 maggio 2017  | 9 ottobre 2017    |
| 6  | Phaecia                | Scheria                    | 9 maggio 2017  | 16 ottobre 2017   |
| 7  | Wine Dark Sea          | Maschere                   | 16 maggio 2017 | 23 ottobre 2017   |
| 8  | Progeny                | Discendenza                | 23 maggio 2017 | 30 ottobre 2017   |
| 9  | Behind The Eyes        | Buio e luce                | 30 maggio 2017 | 6 novembre 2017   |

## Il cast

### Personaggi principali
- Wentworth Miller come Michael Scofield / Kaniel Outis
- Dominic Purcell come Lincoln Burrows
- Sarah Wayne Callies come Sara Tancredi
- Paul Adelstein come Paul Kellerman
- Rockmond Dunbar come Benjamin Miles "C-Note" Franklin
- Robert Knepper come Theodore "T-Bag" Bagwell
- Amaury Nolasco come Fernando Sucre
- Mark Feuerstein come Jacob Anton Ness / Poseidon
- Inbar Lavi come Sheba
- Augustus Prew come David "Whip" Martin

## Ogygia
- Titolo originale: Ogygia
- Diretto da: Nelson McCormick
- Scritto da: Paul Scheuring

### Trama
Durante la scarcerazione dal penitenziario di Fox River, tra gli oggetti che gli vengono restituiti, Theodore "T-Bag" Bagwell trova una misteriosa lettera che contiene una foto in bianco e nero che ritrae Michael Scofield in piedi a fianco di una finestra, come se qualcuno volesse fargli sapere che è ancora vivo. La consegna così a Lincoln, il quale, anche se fa fatica a credere che suo fratello possa essere ancora vivo, decide a sua volta di andare da Sara per farla vedere anche a lei, la quale da alcuni anni si è sposata di nuovo, con Jacob Anton Ness, e con lui ha cresciuto Mike, il figlio avuto con Michael. Sara reagisce come Lincoln, ossia non credendoci, anche per il tumore al cervello che Michael aveva. Lincoln si reca anche presso la tomba del fratello e dice di essere ritornato alle vecchie abitudini, ossia a farsi prestare denaro senza sapere poi come restituirlo. Mentre si trova lì scopre che la frase scritta sul foglio che reca la foto contiene delle lettere evidenziate, che formano la parola "o-g-y-g-i-a": così fa una ricerca su Internet e il risultato gli indica un carcere a Sana'a, nello Yemen, paese in cui è in corso una guerra civile. Vorrebbe recarsi lì con Sara, ma lei si rifiuta perché deve pensare alla sua famiglia. Prima di partire, Lincoln vuole accertarsi che la tomba di suo fratello non ne contenga il corpo, per cui di notte scava nel cimitero e apre la bara, scoprendo che contiene solo una giacca, una camicia e una cravatta, posizionate tra di loro così come lo sarebbero se fossero indossate da una persona. Di giorno, mentre guida, un tizio misterioso lo segue con la propria auto e prende a distanza il controllo di quella di Lincoln in modo da provocare un incidente che lo uccida, ma Lincoln riesce a salvarsi, chiamando poi Sara per avvisarla dell'accaduto. Poco dopo una tizia misteriosa si presenta proprio a casa di Sara per cercare di ucciderla, ma Sara chiama la polizia e non appena si sente la sirena delle auto quella persona se ne va. Scoperta la bara senza corpo, Lincoln si decide a partire per lo Yemen, e dato che non sa nulla di tale posto va a chiedere aiuto a Benjamin Miles 'C-Note' Franklin, che nel frattempo si è convertito all'Islam e sa molte cose sulle condizioni pericolose del Medio Oriente. I due misteriosi mercenari che hanno seguito Lincoln e Sara scattano una foto di Lincoln e C-Note mentre questi due sono in viaggio, e inviano la foto ad un loro contatto a Sana'a, in modo che organizzi una trappola per ucciderli, ma essi sopravvivono e poi incontrano il loro vero contatto, una donna chiamata Sheba, che baratta la visita in prigione per il passaporto americano di Lincoln. Quest'ultimo accetta e si dirige alla prigione con C-Note, dove Michael è conosciuto dalle guardie come Kaniel Outis, un terrorista. Non appena Lincoln incontra Michael, gli dice che lo avrebbe fatto evadere, ma Michael, che ha nuovi tatuaggi sulle mani, nega di chiamarsi così e soprattutto di sapere chi sia Lincoln. Subito dopo chiede ad una guardia di essere riportato in cella. Nel frattempo T-Bag viene contattato di nascosto via e-mail dal Dottor Whitcombe, direttore dell'unità protesica, che ha ricevuto da una persona anonima conosciuta solo come "Outis" ("Nessuno" in lingua greca) il pagamento per un'operazione d'avanguardia che restituirebbe a T-Bag una mano sinistra comandabile direttamente dal cervello e quindi funzionalmente indistinguibile da una mano vera. Unica condizione è che il primo beneficiario sia proprio T-Bag.

## Lo sceicco della luce
- Titolo originale: Kaniel Outis
- Diretto da: Maja Vrvilo
- Scritto da: Paul Scheuring

### Trama
Lincoln riceve un messaggio da Michael il quale gli dice di cercare lo Sceicco della Luce. Sheba, il contatto, accetta di aiutarlo a decifrare il codice in cambio di denaro. Sara investiga sulla resurrezione di Michael dirigendosi al dipartimento di Stato, dove incontra Paul Kellerman, il quale le mostra un video in cui il suo ex marito uccide un ufficiale della CIA, ricordandole come Michael fosse geniale nel cambiare la sua identità. Michael rimedia delle pillole per il suo compagno di cella, Ja, in cambio di un telefono e di una carta di credito, usandoli per mandare un messaggio a Sara. Il team di Lincoln scopre che lo Sceicco della Luce è Mohammad El-Tuniis, un ingegnere elettronico locale intrappolato nei sobborghi controllati dall'ISIL insieme alle sue figlie. Riescono a liberarlo e Mohammad rivela di essere il padre di Sid, il compagno di cella di Michael, incarcerato per la sua omosessualità. Mohammad dà al team di Michael il segnale che rivela che il piano di fuga è di nuovo attivo. Sara riceve il messaggio di Michael nel quale le viene detto di mettere tutti in salvo perché una tempesta sta arrivando. I prigionieri in isolamento, compreso Abu Ramal, il leader dell'ISIL, vengono rilasciati insieme ai detenuti comuni: Michael e Ramal si rivelano due grandi amici.

## La grande menzogna
- Titolo originale: The Liar
- Diretto da: Maja Vrvilo
- Scritto da: Josh Goldin e Rachel Abramowitz

### Trama
Lincoln si prepara per la fuga cercando di procurarsi passaporti falsi, ma lui e Sheba vengono rapiti dall'ISIL e da Ciclope, che prova a violentarla ma Lincoln riesce a salvarla. T-Bag corre da Sara provando ad avvertirla riguardo ad A&W e Van Gogh, due dei sicari di Poseidone. I due hackerano il telefono di Sara, la quale, una volta scoperto, deduce che Kellerman sia coinvolto e manda T-Bag ad investigare. Michael ottiene un orologio d'oro da una delle guardie, nascondendolo poi nella cella di Ramal, così da non essere disturbati durante la fuga. Si scopre che Michael e Whip hanno lavorato insieme sotto copertura per la CIA e l'amico è preoccupato che la linea tra Michael e Outis salterà. Mentre il piano del gruppo di Michael ha inizio, il gruppo di Ramal, Cross e Muza corrono verso la cella di Michael e vengono catturati dalle guardie, le quali uccidono Muza e catturano i fuggitivi. In isolamento Ramal minaccia di morte Michael, il quale usa la rimanente batteria del cellulare di Ja per registrare un messaggio di addio a Sara.

## Il dilemma del prigioniero
- Titolo originale: The Prisoner's Dilemma
- Diretto da: Guy Ferland
- Scritto da: Michael Horowitz

### Trama
L'ISIL continua ad avanzare a Sana'a, per cui Cross spinge gli altri prigionieri a catturare Ramal e usarlo come merce di scambio. Michael convince un riluttante Ramal ad aiutarli poiché lui si trova nella cella con gli strumenti della fuga. Michael, Ramal, Ja, Sid e Whip scappano proprio nel momento in cui Cross e i suoi seguaci irrompono nei sotterranei. Michael colpisce Ja cacciandolo dal loro gruppo, ma si rivela essere una messa in scena per fargli raggiungere il luogo dell'appuntamento più velocemente di loro e prendere le armi. Ma Ramal capisce tutto, fa quindi catturare Ja e tutto il resto del gruppo. Al luogo dell'appuntamento Ramal ha in mente di decapitare Michael davanti a una telecamera ma compare Lincoln che si posiziona alla mitragliatrice su una macchina. Ramal viene ucciso dal gruppo di Michael. Lincoln, Michael, Ja, Whip e Sid ascoltano il notiziario e apprendono che l'ISIL ha dichiarato guerra ai cinque assassini del loro leader. T-Bag incontra Paul Kellerman per saperne di più su Poseidone, il quale si scopre essere un ex agente della CIA che criticava la politica estera degli Stati Uniti, creando così una cellula separata. I due vengono attaccati dai due sicari di Poseidone; T-Bag riesce a scappare e a chiamare la polizia, mentre Kellerman viene ucciso da Van Gogh, che inizia a dubitare della causa di Poseidone. T-Bag segue A&W e Van Gogh e scatta loro delle foto mentre parlano con Jacob, il marito di Sara.

## Istinto o ragione?
- Titolo originale: Contingency
- Diretto da: Guy Ferland
- Scritto da: Vaun Wilmott

### Trama
Lincoln costringe Michael a dire la verità. Michael era stato contattato da Poseidone pochi giorni prima del suo matrimonio con Sara. Poseidone gli aveva rivelato che Kellerman non aveva nessuna autorità per rilasciare il gruppo di Michael, offrendogli così una legittima liberazione. In cambio però Michael avrebbe dovuto fingere la sua morte, tenere nascosta la verità a tutti e lavorare per Poseidone, proposta accettata da Michael. Mentre Lincoln propone di abbandonare il paese dall'aeroporto per incontrarsi con C-Note, Michael decide di usare la stazione ferroviaria, ma Ciclope scopre i suoi piani e invia le truppe dell'ISIL nel palazzo in cui si sono nascosti. Ja riesce ad incendiare i nemici, ma Sid viene colpito e poi ucciso da Ciclope il quale a sua volta viene ripetutamente colpito da Michael e ammanettato a Sid. Il gruppo di C-Note arriva all'aeroporto prima che l'ISIL lo attacchi; riescono a salvare un pilota che accetta di condurli via a bordo di un aereo. Salgono sull'aereo, ma invece di aspettare Michael e gli altri, il pilota decide di partire, cosa che comunque Lincoln accetta poiché altrimenti non sarebbe sopravvissuto nessuno. Michael, Whip, Lincoln e Ja guardano spaventati i veicoli dell'ISIL avvicinarsi pericolosamente a loro. Nel frattempo T-Bag mostra le foto del marito a Sara, che si allontana da Jacob insieme al figlio. Jacob però, dopo aver detto alla moglie di essersi messo in contatto con i sicari per convincerli a desistere e non essere stato creduto, dimostra la sua benevolenza facendo arrestare A&W e Van Gogh.

## Scheria
- Titolo originale: Phaecia
- Diretto da: Kevin Tancharoen
- Scritto da: Michael Horowitz

### Trama
Michael e gli altri incontrano Omar, che allerta l'ISIL; essi però riescono a sfuggire all'ISIL e a costringere Omar a portarli a Scheria, un insediamento situato nel deserto, da cui sarà possibile scappare via dallo Yemen. A&W e Van Gogh sono rilasciati su cauzione e convincono un membro della CIA ad aiutarli a rintracciare Michael, il cui gruppo si ferma ad una stazione di rifornimento. Qui Michael usa internet per contattare una persona sconosciuta in Portland, Maine, inviandogli una foto dei suoi tatuaggi sulle mani. Van Gogh avverte l'ISIL, che attacca la stazione di rifornimento e uccide Omar. Whip uccide gli scagnozzi dell'ISIL. Il gruppo continua nel deserto prima di scoprire che Ciclope li sta inseguendo. Michael prende una delle auto e adesca Ciclope in una trappola, dove gli acceca l'occhio buono, ma quest'ultimo riesce a ferire Michael con un coltello avvelenato. Ja aiuta gli altri a trovare Scheria, dove essi usano fuochi d'artificio per essere rintracciati da Michael, che crolla incosciente dinanzi a loro. A&W e Van Gogh trovano il contatto di Michael, che si rivela essere un impersonatore di Elvis Presley. Intanto, l'agente Kishida rimpiazza il ruolo di Kellerman, incaricato di investigare circa la sua morte, ma si rivela anch'egli affiliato a Poseidone.

## Maschere
- Titolo originale: Wine Dark Sea
- Diretto da: Kevin Tancharoen
- Scritto da: Vaun Wilmott

### Trama
Ja decide di rimanere a Scheria mentre gli altri partono in barca per Creta, in Grecia. Lincoln chiama Sara spiegandole le condizioni di Michael. Lei, avvisato Jacob, prende un volo per raggiungerli a Creta dove rincontra Michael e riesce a guarirlo. Michael le rivela che Jacob è Poseidone e che quest'ultimo è il vero assassino dell'ufficiale della CIA. Sara torna negli USA per assicurarsi che Mike stia bene; ma scopre che è stato catturato dagli scagnozzi di Jacob. Michael rincontra Sucre a bordo della nave commerciale su cui lavora. Il capitano della nave però viene informato riguardo Outis ed allerta le autorità. Vengono inviate dunque le forze speciali della Marina statunitense per uccidere Michael. Sucre elabora un piano per costringere i "SEALs" ad andar via; a questo punto un frustrato Jacob ordina di inviare un missile contro la nave, che però esplode subito dopo il salto in mare di Michael e degli altri. Intanto, il successore di Kellerman incontra A&W e Van Gogh per la loro operazione clandestina, ma viene fatto fuori da questi ultimi.

## Discendenza
- Titolo originale: Progeny
- Diretto da: Nelson McCormick
- Scritto da: Michael Horowitz

### Trama
Michael, Lincoln, Sucre e Whip si trovano su un gommone nel bel mezzo del Mediterraneo riescono però a farsi traghettare da una piccola barca diretta a Marsiglia, in Francia. Intanto, Sara viene tenuta in ostaggio da Jacob che, con il cellulare della donna, comunica a Michael che "Michael Junior" è sano e salvo. Il protagonista però, intuito l'inganno, capisce di dover tornare negli Stati Uniti. Dal momento che Michael è ricercato come terrorista Kaniel Outis, Lincoln contatta il figlio di John Abruzzi, con cui è indebitato, affinché vengano portati a New York e promette di estinguere il proprio debito. Giunti nel luogo di incontro, riescono a far fuggire i mafiosi con il sostegno di Sheeba e C-Note. Attraverso un disegno di Mike (in realtà fatto da Poseidone), Michael e Linc. trovano il luogo in cui sono rinchiusi Sara e il bambino che in realtà è una trappola architettata dallo stesso Jacob. Lincoln viene ferito, seppur lievemente, dagli scagnozzi di Abruzzi, mentre Michael viene incastrato da A&W, travestita da Sara. Si scopre inoltre che Whip è il figlio sconosciuto di T-Bag e che Michael aveva progettato il loro incontro.

## Buio e luce
- Titolo originale: Behind The Eyes
- Diretto da: Nelson McCormick
- Scritto da: Paul Scheuring

### Trama
Poseidone rivela tutti i suoi piani a Sara sostenendosi il padre di Mike. La donna rivela a Van Gogh ciò che ha fatto Jacob. Quest'ultimo, indeciso sul da farsi, ferma A&W, che gli spara a sangue freddo. Michael ne approfitta per fuggire con Sara, ma Jacob ha ancora loro figlio e lo convince di essere un agente segreto nonché suo padre. Mentre Lincoln si trova in ospedale, viene progettato un nuovo complesso piano per liberare il bambino. A&W e Jacob si recano allo zoo credendo di trovare Michael, che in realtà è nel quartier generale di Poseidone per raccogliere tutte le prove che lo incastrano. Lincoln riesce a far arrestare Abruzzi mentre Sara convince Van Gogh a dirle dove si trova Mike.
Michael, come prestabilito, incontra Jacob in un deposito portuale ed inizia una serie di contromosse in cui muoiono Whip e A&W, uccisa da T-Bag per vendicare il figlio. I Federali li raggiungono avendo ricevuto una "soffiata anonima" da Jacob e arrestano T-Bag. Sara e Lincoln salvano il piccolo Mike. Jacob cade nella trappola pianificata da Michael e viene incarcerato a Fox River con Bagwell. I protagonisti ora possono finalmente dirsi liberi!